# Classe St. Vincent
La classe St. Vincent était une classe de trois cuirassés Dreadnought de première classe construits au Royaume-Uni avant la Première Guerre mondiale. Durant la guerre, ils servent principalement dans la 1re escadre de la Grand Fleet, participant notamment à la bataille du Jutland.

## Conception
Les cuirassés de la classe St. Vincent sont très semblables à ceux de la classe précédente, la classe Bellerophon. L'innovation majeure est le passage au calibre 50 pour l'armement principal, constitué de 10 canons de 12 pouces BL Mk XI répartis en 5 tourelles doubles. Néanmoins, ce changement n'apporte pas les améliorations escomptées, les canons Mk XI ayant une durée de vie réduite et une précision moindre que celle de leurs prédécesseurs Mk X. L'armement secondaire est quant à lui porté de 16 à 20 canons de 4 pouces BL Mk XI, 4 canons de 47 mm sont installés ainsi que 3 tubes lance-torpilles de 450 mm. La puissance des machines est légèrement accrue, les navires sont rallongés et le tirant d'eau ainsi que la largeur sont réduits, afin de compenser l'excès de déplacement induits par les améliorations.
Ainsi, 18 chaudières Yarrow (Babcock & Wilcox sur le Collingwood) fournissent de l'énergie à 4 turbines à vapeur Parsons qui développent 24 500 chevaux, propulsant les navires à une vitesse maximale de 21 nœuds (39 km/h). Déplaçant 19 873 tonnes, les St. Vincent peuvent emporter jusqu'à 2 800 tonnes de charbon et 940 tonnes de mazout, leur permettant de parcourir jusqu'à 6 900 milles marins (12 800 km) à une vitesse de 10 nœuds (19 km/h). 718 hommes du rang et officiers forment l'équipage.

## Les unités de la classe
| Nom             | Chantier naval                 | Quille           | Lancement         | Armement      | Fin de carrière                            | Photo |
| --------------- | ------------------------------ | ---------------- | ----------------- | ------------- | ------------------------------------------ | ----- |
| HMS St. Vincent | Portsmouth Dockyard Portsmouth | 30 décembre 1907 | 10 septembre 1908 | 3 mai 1910    | vendu le 1er décembre 1921 pour démolition |       |
| HMS Collingwood | Devonport Dockyard Plymouth    | 3 février 1907   | 7 novembre 1908   | avril 1910    | vendu le 12 décembre 1922 pour démolition  |       |
| HMS Vanguard    | Vickers Barrow-in-Furness      | 2 avril 1908     | 22 février 1909   | 1er mars 1910 | explosion le 9 juillet 1917                |       |

## Histoire
Le St. Vincent est lancé le 7 novembre 1908 et armé en mai 1910. Il rejoint immédiatement la 1re escadre de la Home Fleet et en devient le navire amiral un mois plus tard. En août 1914, il rejoint la Grand Fleet et participe à la bataille du Jutland le 31 mai 1916. Il rejoint ensuite la 4e escadre (en), avant d'être mis en réserve à Portsmouth en 1919 pour servir de navire-école pour l'artillerie. Il est vendu pour démolition le 1er décembre 1921, afin de respecter les termes du traité naval de Washington.
Le Collingwood est lancé le 10 septembre 1908 et armé en avril 1910. Il rejoint lui aussi la 1re escadre de la Home Fleet. En février 1911, il s'échoue sur un rocher non répertorié sur les cartes au large de Ferrol. Il est désigné navire amiral de la 1re escadre en juin 1912, avant de rejoindre la Grand Fleet en août 1914. Il participe ainsi à la bataille du Jutland, avec à son bord le Prince Albert, futur roi George VI ; durant la bataille, il pilonne notamment le SMS Derfflinger, et évite de peu une torpille. Il rejoint ensuite la 4e escadre et est mis en réserve à Devonport dès la signature de l'armistice de 1918. Il sert lui aussi de navire-école d'artillerie, avant d'être vendu pour démolition le 12 décembre 1922 à cause du traité naval de Washington.
Le Vanguard est lancé le 22 février 1909 et armé en mars 1910. Comme ses sister-ships, il rejoint la 1re escadre de la Home Fleet, puis la Grand Fleet. Il participe à la bataille du Jutland et en sort indemne. La nuit du 9 juillet 1917, alors qu'il est au mouillage à Scapa Flow, le Vanguard explose soudainement, tuant la quasi-totalité des 806 personnes à bord : seuls 2 membres d'équipage en réchappent. L'explosion est quant à elle attribuée à la combustion spontanée d'une charge de poudre dans l'un des magasins du navire.